# Loja virtual
Loja virtual é uma página na internet criada para vender pela internet. Para funcionar, ela utiliza software de gerenciamento de pedidos (carrinho de compras ou cesto de compras), em que negócios online oferecem e vendem seus serviços ou produtos. Dessa forma, os clientes acessam o site, escolhem os artigos para aquisição e recebem estes produtos em casa.  
Para ser caracterizada como loja virtual, o site deve ter todo o processo feito virtualmente, desde a escolha dos produtos até o pagamento. Existem algumas plataformas que permitem a criação de uma loja virtual de forma gratuita ou pagando uma mensalidade. 

## Características
Uma loja virtual deve oferecer informações detalhadas e objetivas sobre o produto, uma vez que não têm vendedores, e também ajudar o cliente a tomar a melhor decisão. Deve transmitir confiança, por meio de clareza e honestidade nas informações, com apoio e esclarecimento de dúvidas de forma rápida e garantia de devolução de produtos.
Para isso, é necessário que haja um apoio ao consumidor por meio de um atendimento ao cliente de qualidade, que deve ser informado nas páginas daquele site. O visitante precisa saber como entrar em contato com o vendedor caso precise de algum esclarecimento.
A principal característica de uma loja virtual é a presença de um carrinho de compras ou cesto de compras. Essa funcionalidade possibilita ao visitante adicionar produtos a um cesto de compras e finalizar o pedido num ambiente criptografado, onde seus dados pessoais e financeiros estarão protegidos. 
No primeiro semestre de 2024, 68% dos carrinhos de compras online foram abandonados na etapa em que o cliente preenche dados para a entrega dos produtos, de acordo com levantamento feito pela Yampi.
Em geral, o endereço de lojas virtuais seguras é protegido pelo certificado SSL, que garante uma conexão segura para o internauta.
Algumas das formas de pagamento utilizadas nas transações são:
- Cartão de crédito;
- Cartão de débito;
- Boleto bancário;
- Pix;
- Cheque;
- Depósito em conta bancária;
- Link de pagamento;
- Pagamento na contra entrega (por meio de Sedex a Cobrar, por exemplo);
- Intermediação financeira através de outra instituição.

No Brasil, segundo levantamento da Nuvemshop, as PMEs online faturaram R$ 945 milhões no primeiro semestre de 2024. No total, foram vendidos 15 milhões de produtos, um aumento de 16% em relação a 2023. 
Esse números estão relacionados aos movimentos dos e-consumidores, isto é, compradores online. Por isso, os grandes varejistas virtuais do país cada vez se consolidam mais em um mercado que ainda tem grande potencial de crescimento.
As vendas pela internet representam também uma grande oportunidade para as pequenas empresas, uma vez que as ferramentas de marketing digital possibilitam que briguem de igual para igual com os grandes varejistas. Assim, as lojas virtuais de pequeno porte são as que apresentam crescimento mais significativo, tirando cada vez mais quota de mercado dos grandes varejistas na internet.

## Vantagens
Muitas empresas estão migrando parte de seus esforços para as vendas online. Algumas das vantagens:
- Baixo custo de entrada: é possível abrir uma loja virtual sem gastar nada, usando plataformas de e-commerce open source.
- Baixo custo de manutenção: ao contrário das lojas físicas, não é necessário pagar aluguel, água, luz, telefone, comissão de vendedores, etc.
- Possibilidade de vender produtos para qualquer lugar do mundo: é possível vender em diferentes moedas, receber pagamentos por cartão de crédito internacional e enviar os produtos a qualquer lugar.
- Oferece comodidade para os consumidores comprarem sem sair de casa: aberta 24 horas por dia, sete dias por semana.
- Para fabricantes, é uma forma de vender direto para o consumidor.
- É possível vender dentro do conforto de casa, utilizando plataformas que são acessíveis para a maioria da população, como computadores e smartphones conectados à internet.